# Winnetou, het grote opperhoofd
 Winnetou, het grote opperhoofd  is de vertaalde roman uit het Duits  van Karl May met de titel:  Winnetou I  uit 1893. Het is het eerste deel dat zich afspeelt in de  Verenigde Staten tussen 1860 en 1870. De auteur portretteert zichzelf als Duitse immigrant in   Saint Louis, die al snel de bijnaam ‘Old Shatterhand’ verwerft.

## Verhaal
Terwijl hij werkzaam is als privéonderwijzer in Saint-Louis, maakt de auteur kennis met wapensmid meneer Henry, die hem beproeft als schutter. Als blijkt dat hij uitstekend met de zware dubbelloops berendoder kan omgaan, koopt de wapensmid  een paard voor zijn protegé en laat hem dienst nemen in een landmeetexpeditie in het stroomgebied van de Canadian River, een zijrivier van de Arkansas. Sam Hawkens, Dick Stone en Will Parker zijn de gidsen van het gezelschap, dat wordt beschermd door een groep gewapende mannen onder leiding van de vuige Rattler. Sam Hawkens blijkt een Duitser met de naam Falke, die in het Westen naam heeft gemaakt als woudloper. Hij neemt zijn jonge protegé onder zijn hoede en noemt hem na zijn eerste gevecht met Rattler ‘Old Shatterhand’, omdat hij zijn tegenstander met een vuistslag neersloeg.
Sam Hawkens is blij af en toe Duits te kunnen praten met deze “greenhorn”, ofwel “groentje”, die inmiddels wel de naam Old Shatterhand heeft verworven en hij brengt hem de noodzakelijke kennis van een westman bij. Ze jagen op bizons, vangen een wild muildier voor Sam, dat hij “Mary” noemt. Old Shatterhand doodt de grizzlybeer met pistoolschoten door de ogen en messteken in het hart. De toevallig afwezige Sam Hawkens wijst na een snelle autopsie de betwiste beer toe aan Old Shatterhand.
Maar dan dienen de grondbezitters zich aan bij de landmeetploeg. Drie Apaches. Klekih-Petra, een Duitser die door de stam is opgenomen, stamhoofd Intshu tshuna en zijn zoon Winnetou. Ze geven de landmeters te verstaan te vertrekken en bij een ruzie van Winnetou met Rattler, schiet laatstgenoemde op Winnetou, die wordt gered door Klekih-Petra, die de kogel voor hem opvangt. Tijdens zijn sterven vraagt hij Old Shatterhand zijn werk bij de Indianen voort te zetten en vriendschap met Winnetou te sluiten. Maar Indianen en landmeters gaan na het dodelijke incident als doodsvijanden uit elkaar.
De landmeterploeg zoekt nu bescherming bij de  Kiowa's onder leiding van hun stamhoofd Tangua, die de strijdbijl tegen de Apaches hebben opgegraven. De eerste keer lopen de Apaches in de val, waarna Old Shatterhand stiekem ‘s avonds Winnetou en zijn vader lossnijdt, zodat ze kunnen ontsnappen. Vervolgens duelleert hij met een sterke Kiowa, Metan avka.,(bliksemmes) met het mes, en doodt voor het eerst in zijn leven een mens. Maar in een beslissende slag delven Kiowa's en blanken het onderspit. Old Shatterhand wil het opperhoofd van de Apaches en zijn zoon niet doden en moet dit bekopen met ernstige verwondingen. Hij overleeft maar net de tocht naar het Indianendorp aan de  Rio Pecos, waar hij aan de martelpaal zal moeten sterven. Na weken van goede verpleging door Nsho tshi, de zus van Winnetou, komt het eindoordeel. Na een slecht optreden van Sam en een kundig verhaal van Old Shatterhand, wordt besloten dat Old Shatterhand in een tweegevecht zijn leven en dat van zijn drie makkers kan redden. Hij moet na een zwemtocht over een meer een ceder bereiken aan de overkant, voordat het opperhoofd Intshu tshuna in een kano gewapend met een tomahawk hem heeft gedood. Old Shatterhand houdt zich voor verdronken en weet het woedende bedrogen opperhoofd met een slag van zijn eigen tomahawk uit te schakelen.
Na dit tweegevecht verbeteren de betrekkingen tussen Winnetou en Old Shatterhand snel. Laatstgenoemde is eindelijk in staat de haarlok van Winnetou te tonen, die hij per ongeluk had afgesneden, toen hij vastgebonden was en door hem losgesneden werd naast zijn vader bij de Kiowa’s. De twee vermengen hun bloed en voorbereidingen worden getroffen voor hun uiteindelijke huwelijk van Old Shatterhand met Nsho tshi. Winnetou noemt hem nu zijn broeder Sharlih. Maar eerst zal zij haar Westerse opvoeding in een stad in het Oosten moet afmaken. De ontwikkelingen worden door het Kiowa opperhoofd met lede ogen aangezien en Old Shatterhand verleidt hem tot een tweegevecht. Tangua kiest zelf het wapen waarmee hij echter de minste kans heeft: het geweer. Na één ronde heeft de Kiowa gemist en ligt hij met twee verbrijzelde knieschijven op de grond. Dit hoewel hij voor het schot gewaarschuwd was niet dwars te gaan staan. Ter afsluiting wordt moordenaar Rattler ondanks de grondige voorbereiding uiteindelijk snel ter dood gebracht.
Eindelijk hebben Old Shatterhand en Winnetou nu tijd voor een gesprek.  Hij en zijn vader hebben besloten dat Old Shatterhand zijn landmeetopdracht maar moet afmaken. De medicijnman van de Apaches spreekt een belastende voorspelling uit voor Old Shatterhand bij zijn vertrek Tijdens de tocht terug naar het Oosten, gaat Winnetou met zijn vader en zuster langs een geheime goudvindplaats, Nugget Tsil. Ter plekke worden ze aangevallen door Santer en drie kornuiten, die roofzuchtig door de prairies trekken. Deze Santer wordt in dit eerste deel meteen het prototype van het kwaad versus het goede waar Winnetou en Old Shatterhand voor staan. Hoewel het hem verboden was Winnetou te volgen, weet de wantrouwende Old Shatterhand ternauwernood Winnetou te ontzetten. Een makker van Santer en de vader en zus van Winnetou zijn dan al gedood. Old Shatterhand schiet nog twee handlangers van Santer dood, maar Santer zelf ontsnapt. Winnetou geeft hem opdracht met tien  Apaches en de drie woudlopers Santer na te zitten. Zelf zal hij met het merendeel van zijn stamgenoten zijn vader en zus ter plekke begraven. De achtervolging van Santer wordt bemoeilijkt door hem vriendelijk gezinde  opduikende Kiowa’s en een meer dan eigenwijze Sam Hawkens, die niet kan verkroppen dat hij niet meer de leider van de woudlopers is. Onverrichter zake gaat Old Shatterhand terug naar Winnetou.
Winnetou bekent dat hij eerst van plan was met zoveel mogelijk Indianenstammen op te trekken naar het Oosten om de blanken te bevechten. Maar hij beseft inmiddels dat zulks de ondergang van de Indiaan alleen maar zou versnellen. Hij kiest er nu voor zoveel mogelijk vrede te stichten tussen de elkaar bestrijdende Indianenstammen, om hun nog enige kans te geven zich aan te passen aan de veroveringen door de blanken.
Santer blijkt een tegenstander van formaat en weet ongemerkt Winnetou en Old Shatterhand af te luisteren. Hij voorkomt hiermee een opgezette val en Winnetou en Old Shatterhand besluiten naar het Kiowa-dorp aan de Red River te rijden, waar Sam gevangen wordt gehouden en waarheen  ook Santer onderweg is.  In het dorp overmeestert Old Shatterhand Pida, de oudste zoon van het opperhoofd Tangua en neemt hem mee als gijzelaar. Maar Santer ontsnapt in een kano aan Winnetou en wederom scheidden de wegen van Winnetou en Old Shatterhand. Winnetou gaat Santer achterna en Old Shatterhand moet Sam Hawkens bevrijden en zijn landmeetopdracht in Saint Louis inleveren. In die stad is zijn roem hem voorgegaan en meneer Henry ontvangt hem geestdriftig, temeer daar Winnetou drie dagen eerder is langs geweest. Hij had Santer in zijn eentje achtervolgd en reed hem nu na richting  New Orleans. Maar in de woelingen van de Amerikaanse Burgeroorlog raakt hij het spoor bijster. Old Shatterhand ontvangt van de wapensmid het repeteergeweer met zijn naam: de Henrybuks.